# Majevica
Majevica är en bergskedja i Bosnien och Hercegovina. Den ligger i den östra delen av landet, 90 km norr om huvudstaden Sarajevo.
Majevica sträcker sig 3,8 km i sydostlig-nordvästlig riktning. Den högsta toppen är Busija, 845 meter över havet.
Topografiskt ingår följande toppar i Majevica:
- Busija
- Pirevo

I omgivningarna runt Majevica växer i huvudsak lövfällande lövskog. Runt Majevica är det ganska tätbefolkat, med 67 invånare per kvadratkilometer.